# Lisa Loeb
Lisa Anne Loeb (Bethesda, 11 marzo 1968) è una cantautrice, attrice e conduttore televisivo statunitense.

## Carriera
Lisa Loeb viene ricordata per essere stata la prima artista a svettare le classifiche americane prima di venire scritturata da un'etichetta. Il suo primo successo fu Stay (I Missed You), che la fece conoscere al pubblico americano nel 1994. La canzone fa parte della colonna sonora del film Giovani, carini e disoccupati e il video musicale della canzone fu diretto dall'attore Ethan Hawke. Questa canzone è tuttora ricordata per essere la sua più grande hit.
Nel 2002 collaborò con il fidanzato Dweezil Zappa per registrare il disco Cake And Pie.
Recentemente, ha deciso di darsi alla televisione e dal 2006 conduce un suo programma personale su E! Television. Nel 2008 e nel 2012 è apparsa nella serie televisiva di successo Gossip Girl e nel 2019 nella serie televisiva Le amiche di mamma, nel ruolo di se stessa.

## Discografia

### Da solista

#### Album in studio
- 1992 - Purple Tape
- 1995 - Tails (Lisa Loeb & Nine Stories)
- 1997 - Firecracker
- 2002 - Cake and Pie
- 2002 - Hello Lisa
- 2004 - The Way It Really Is
- 2013 - No Fairy Tale
- 2017 - Lullaby Girl
- 2020 - A Simple Trick to Happiness

#### Album per bambini
- 2003 - Catch the Moon (Lisa Loeb & Elizabeth Mitchell)
- 2008 - Camp Lisa
- 2011 - Lisa Loeb's Silly Sing-Along: The Disappointing Pancake and Other Zany Songs
- 2013 - Lisa Loeb's Songs For Movin' And Shakin': The Air Band Song And Other Toe-Tapping Tunes
- 2015 - Nursery Rhyme Parade!
- 2016 - Feel What U Feel

#### Raccolte
- 2005 - The Very Best of Lisa Loeb

#### Extended play
- 2007 - Cherries
- 2008 - Live At Lime With Lisa Loeb

### Nei gruppi

#### Con Liz and Lisa

##### Album in studio
- 1989 - Liz and Lisa
- 1990 - Liz and Lisa – Days Were Different